# Neil Armstrong
Pour les articles homonymes, voir Armstrong.
Neil Alden Armstrong, né le 5 août 1930 à Wapakoneta dans l'Ohio aux États-Unis et mort le 25 août 2012 à Cincinnati dans le même État, est un astronaute américain, pilote d'essai, aviateur de l'United States Navy et professeur. Il est le premier homme à avoir posé le pied sur la Lune le 21 juillet 1969 à 2 h 56 UTC, durant la mission Apollo 11, prononçant alors une phrase restée célèbre : « That's one small step for [a] man, one giant leap for mankind. » (en français : « C'est un petit pas pour [un] homme, [mais] un bond de géant pour l'humanité. »)
Armstrong obtient une licence en aéronautique à l'université Purdue. Ses études sont momentanément interrompues en 1950 par son service militaire dans la marine de guerre des États-Unis. Il y suit une formation de pilote d'avion à réaction. Basé sur le porte-avions USS Essex, il participe à la guerre de Corée et réalise 78 missions sur des chasseurs F9F Panther. Après avoir obtenu son diplôme, il intègre, en 1955, le National Advisory Committee for Aeronautics (NACA), organisme de recherche aéronautique ancêtre de la National Aeronautics and Space Administration (NASA). Devenu pilote d'essai, il effectue plus de 900 vols pour mettre au point des bombardiers et des chasseurs ; il pilote également les avions-fusées expérimentaux Bell X-1B, Bell X-5 et North American X-15. En 1962, il rentre dans le corps des astronautes de l'agence spatiale américaine, la NASA.
En 1966, Armstrong effectue son premier vol spatial à bord de Gemini 8 et réalise le premier amarrage de deux engins spatiaux. Il est sélectionné comme commandant d'Apollo 11, la première mission à se poser sur la Lune. Le 20 juillet 1969, il pilote le module lunaire Apollo qui atterrit. Avec son copilote Buzz Aldrin, Armstrong réalise une sortie extravéhiculaire d'une durée de deux heures vingt qui constitue les premiers pas de l'homme sur un autre corps que la Terre. Immédiatement après sa mission, Armstrong quitte le corps des astronautes. Il occupe un temps un poste d'enseignant dans le domaine aérospatial et sert de porte-parole pour le compte de plusieurs sociétés américaines. Il est membre des commissions d'enquête formées après l'interruption de la mission Apollo 13 (1970) et l'accident de la navette spatiale Challenger (1986).

## Biographie

### Jeunesse et études

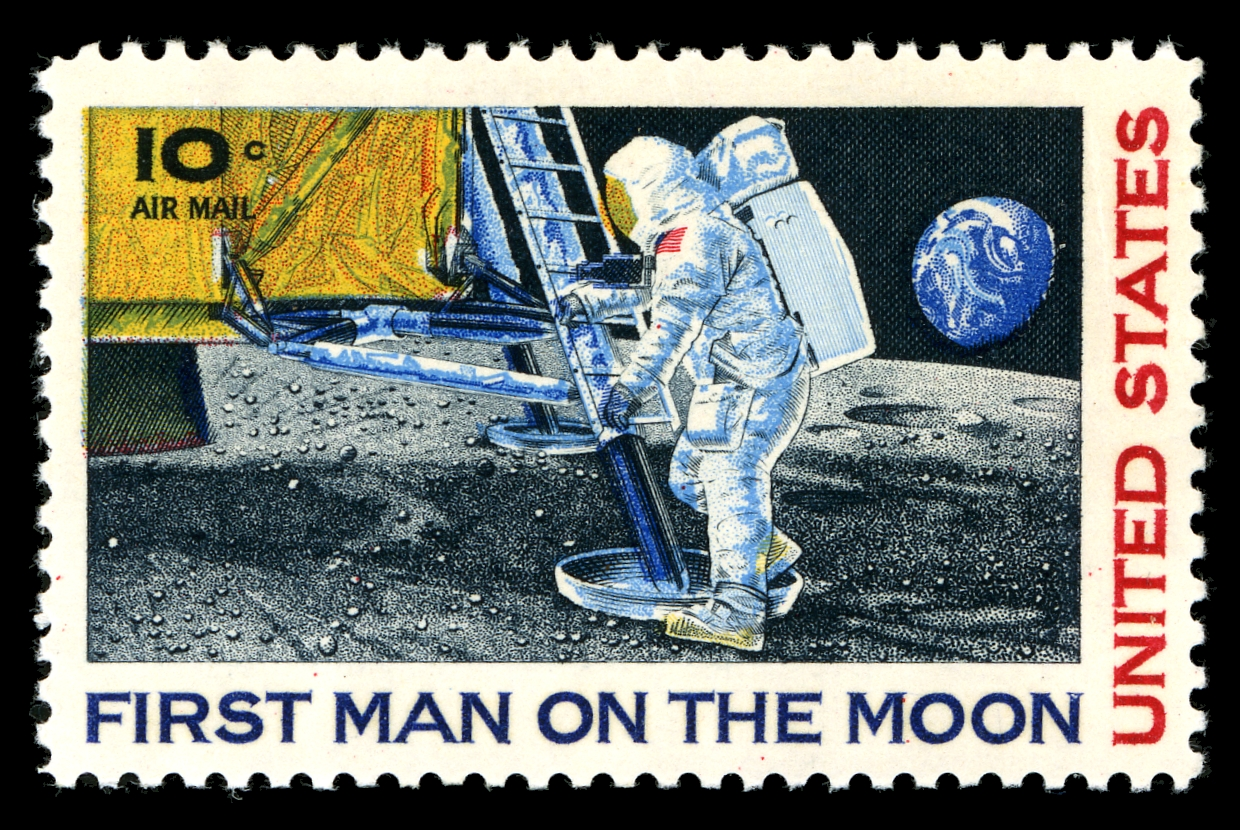
Timbre commémoratif américain du premier homme sur la Lune, par Paul Calle.

Neil Alden Armstrong naît le 5 août 1930 à Wapakoneta dans l'Ohio dans une région rurale du Middle West,. Il est le fils de Stephen Koenig Armstrong (né aux États-Unis en 1898 et mort en 1990) et de Viola Louise Engel (née en Irlande en 1907 et morte en 1990). Sa famille a des origines écossaises par son père (clan Armstrong de Langholm dont il a emporté une pièce du tartan traditionnel lors de la mission Apollo 11), irlandaise et allemande (grands-parents maternels issus de Ladbergen) par sa mère. Son père est auditeur pour l'État de l'Ohio et sa mère femme au foyer. Neil est l'aîné des trois enfants, de sa sœur June et de son frère Dean. La famille déménage fréquemment pour suivre les différentes affectations de Stephen Armstrong dans la région. Au cours de ses quinze premières années, Neil va ainsi habiter dans vingt localités différentes. La famille déménage une dernière fois en 1944 à Wapakoneta où elle s'installe définitivement. Neil pratique le scoutisme : il entre chez les Boy Scouts of America où il parvient au rang le plus élevé d'Eagle Scout. À Wapakoneta, il étudie à la Blume High School.
Dès son plus jeune âge, Neil s'intéresse à l'aviation. À 2 ans, son père l'emmène aux courses aériennes de Cleveland, et à 6 ans, il fait son baptême de l'air dans un Ford Trimotor à Warren le 26 juillet 1936. Il pratique le modélisme à partir de l'âge de 8 ans et réalise différents petits jobs pour se payer des cours de pilotage sur l'Aeronca 7 Champion à l'aéroport de Wapakoneta en 1945 : il obtient son brevet de pilote le jour de son seizième anniversaire, avant même son permis de conduire. C'est également à cet âge qu'il fait ses premières observations astronomiques grâce au télescope de Jacob Zint, un voisin astronome amateur. En 1947, Armstrong commence à étudier l'aéronautique à l'université Purdue,,. Il est seulement la deuxième personne de sa famille qui entre à l'université. Il est accepté au Massachusetts Institute of Technology (MIT), mais le seul ingénieur qu'il connaisse et qui y ait étudié, le dissuade d'y aller, lui disant qu'il n'est pas nécessaire d'étudier à Cambridge (Massachusetts) pour recevoir une éducation de qualité. Les revenus de la famille de Neil sont modestes et les frais de scolarité pour l'université sont financés par le plan Holloway, programme porté par James L. Holloway Jr.. Celui-ci prend en charge le règlement de six ans d'études en échange d'un temps de service de trois ans dans la Marine de guerre américaine. À Purdue, il obtient des notes qui le placent onzième parmi ses 78 camarades de classe.

### Service dans l'aéronautique navale

Neil Armstrong en 1956.

Neil Armstrong est appelé pour effectuer son service militaire dans la marine le 26 janvier 1949. Il suit une formation de pilote au Naval Air Station Pensacola durant dix-huit mois et obtient en août 1950 son diplôme de pilote d'avion à réaction embarqué sur porte-avions alors qu'il a tout juste 20 ans. Il est alors affecté à la base de Naval Air Station North Island (son appellation actuelle) située à San Diego au sud de la Californie. Peu après, il est intégré dans l'escadrille 51 composée de chasseurs embarqués Grumman F9F-2B Panther. Il réalise son premier vol sur ce type d'appareil le 5 janvier 1951 et, six mois plus tard, réalise son premier appontage sur l'USS Essex. Cet événement lui permet d'être promu enseigne de vaisseau. Peu après, l’Essex, avec à son bord l'escadrille d'Armstrong, met le cap sur la Corée pour soutenir les forces de l'Organisation des Nations unies (ONU) engagées dans la guerre de Corée. Le squadron d'Armstrong a pour mission d'effectuer des attaques au sol.
Armstrong réalise son premier vol au-dessus de la zone de conflit le 29 août 1951 : il escorte un avion de reconnaissance photo sur Sŏngjin (Kimch'aek). Cinq jours plus tard, son avion est abattu au cours d'une mission d'attaque au sol. Neil devait bombarder une zone de stockage de marchandises et un pont situés au sud du village de Majon-ni, à l'ouest de Wonsan. Durant son passage à basse altitude à une vitesse d'environ 560 km/h, son F9F Panther est touché par des projectiles de l'artillerie antiaérienne. Alors qu'il tente de reprendre le contrôle de son avion, il perd environ un mètre de l'extrémité de son aile droite cisaillée par un câble qui a été tendu à une hauteur d'environ 6 mètres au-dessus de la vallée. Armstrong parvient néanmoins à ramener son avion en territoire « ami ». Il ne peut atterrir sans risque car il a perdu un de ses ailerons. Il choisit de s'éjecter au-dessus d'un plan d'eau situé près de Pohang et d'attendre ensuite les hélicoptères de secours. Poussé par le vent après s'être éjecté, il se pose sur la terre ferme et est recueilli par une jeep conduite par un de ses camarades de chambrée de l'école de pilotage. L'épave du F9F-2 no 125122 n'a pas été retrouvée.
Au cours de la guerre de Corée, Armstrong réalise 78 missions et totalise 121 heures en vol, la plupart effectuées en janvier 1952. Il reçoit l'Air Medal pour ses 20 premières missions de combat, la Gold Star pour les 20 suivantes, et la Korean Service Medal, ainsi que l'Engagement Star. Armstrong quitte la Marine le 23 août 1952 et est versé dans la réserve de la Marine de guerre américaine avec le grade de Lieutenant, Junior Grade (enseigne de vaisseau de première classe).
Armstrong retourne à l'université Purdue pour poursuivre ses études. Il effectue ses meilleurs semestres durant cette deuxième partie de sa scolarité et sa dernière moyenne est de 4,8 sur 6,0. Il achève ses études en 1955 en obtenant une licence en sciences dans le domaine de l'aérospatiale.

### Pilote d'essai

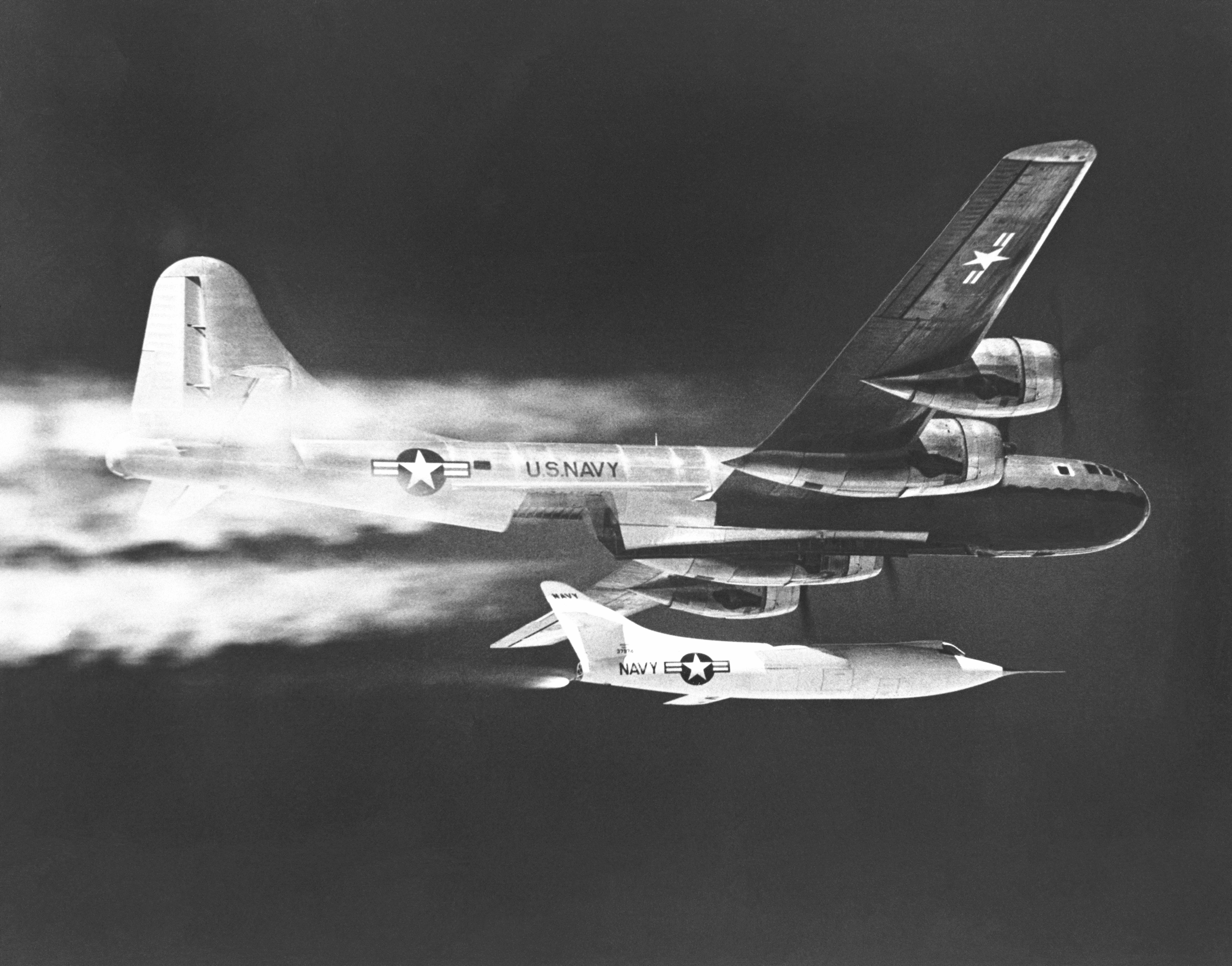
Un avion-fusée Douglas Skyrocket est largué par un Boeing B-29 Superfortress.

Après avoir obtenu son diplôme de Purdue, Armstrong décide de devenir pilote d'essai. Il postule auprès du NACA, organisme de recherche aéronautique ancêtre de la NASA, qui effectue à la fois des recherches théoriques et pratiques. Sa candidature est retenue et il y entre en mars 1955. Le NACA n'ayant pas besoin de pilotes au moment de son embauche, il travaille brièvement au Lewis Flight Propulsion Laboratory du Glenn Research Center à Cleveland, Ohio, avant d'intégrer le centre de recherche aéronautique du NACA sur la base d'Edwards, le site des essais en vol en juillet 1955.
Pour sa première journée à la base d'Edwards, Armstrong pilote un avion suiveur. Il vole par la suite sur des bombardiers reconvertis et, au cours d'une de ces missions, connaît son premier incident en vol à Edwards. Le 22 mars 1956, Armstrong est pilote dans le siège droit d'un Boeing B-29 Superfortress qui doit larguer un avion-fusée Douglas Skyrocket D-558-2. Au poste qu'il occupe, Armstrong a la responsabilité de la libération de la charge utile (l'avion-fusée), tandis que le pilote de gauche, Stan Butchart, commande le vol du B-29 quadrimoteur. En montant à 30 000 pieds (9 km), le moteur numéro quatre commence à ralentir puis, au contraire, s'emballe. Le moteur ne peut être arrêté et il menace de se désintégrer. L'avion a besoin de maintenir une vitesse de 338 km/h pour pouvoir libérer la Skyrocket, et il ne peut atterrir avec l'engin non largué. Armstrong et Butchart font piquer leur avion, pour accélérer et pouvoir libérer la Skyrocket juste avant que le moteur ne se désintègre. Des morceaux de celui-ci endommagent deux autres moteurs. Butchart et Armstrong sont contraints d'arrêter le moteur numéro trois en raison des dommages, et le moteur numéro un en raison du couple créé (les deux moteurs qui fonctionnent se trouvent du même côté). Ils réalisent une lente descente en spirale de 9 000 m en utilisant uniquement le moteur numéro deux, et parviennent à se poser sans dommage.
Armstrong réalise son premier vol dans un avion-fusée, le 15 août 1957, avec le Bell X-1B, à une altitude de 18,3 km. Le train d'atterrissage se brise à l'atterrissage, ce qui était déjà arrivé sur une dizaine de vols précédents, en raison de la conception de l'avion. Il effectue son premier vol sur le North American X-15 le 30 novembre 1960, monte à cette occasion à une altitude de 14,9 km et atteint une vitesse maximale de Mach 1,75 (1 810 km/h).

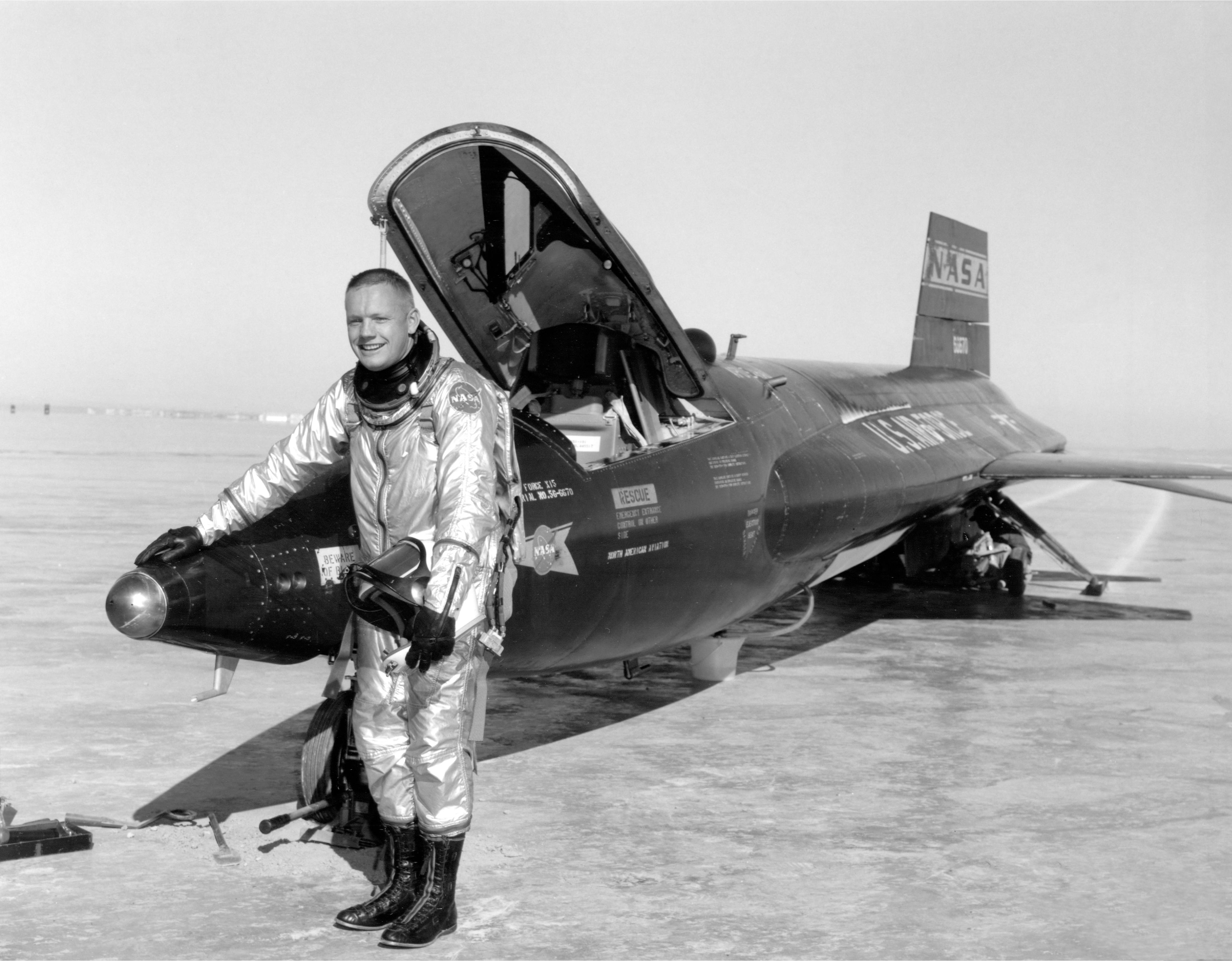
Neil Armstrong à côté d'un North American X-15.

En novembre 1960, Armstrong est choisi dans le cadre du projet Boeing X-20 Dyna-Soar, un corps portant militaire préfigurant la navette spatiale américaine et y participe jusqu'au bout, pendant près de 18 mois. Le 15 mars 1962, il est nommé un des six pilotes-ingénieurs, mais le projet est arrêté peu après.
Armstrong a été impliqué dans plusieurs incidents qui ont marqué le folklore de la base d'Edwards ou qui furent cités par ses collègues. Le premier de ces incidents est un vol sur North American X-15, le 20 avril 1962, au cours duquel Armstrong devait tester un système de contrôle pouvant s'ajuster automatiquement. Il monte jusqu'à une altitude de 63 km mais, durant la descente, maintient le nez de son appareil trop longtemps levé, si bien que son appareil « rebondit » jusqu'à une altitude de 43 km. À cette altitude, l'atmosphère est si ténue que les surfaces aérodynamiques n'ont pas d'effet. Durant la phase de descente, l'avion-fusée se comporte comme un planeur car il ne dispose d'aucune propulsion. À la suite de cette mauvaise manœuvre, il passe au-dessus de sa piste d'atterrissage à Mach 3 (3 200 km/h) et à plus de 30,5 km d'altitude. Selon la légende, il parvient à faire virer son appareil alors qu'il est éloigné de 72 km de la base Edwards, au niveau du Rose Bowl Stadium. Il parvient à ramener son avion près de la zone d'atterrissage, mais arrive tout juste à atterrir en posant ses roues à l'extrémité de la piste. Ce fut le plus long vol de X-15 en durée et en éloignement depuis la piste.
Un deuxième incident se produit au cours d'un vol qu'Armstrong réalise avec Chuck Yeager, quatre jours après son aventure avec le X-15. Les deux pilotes sont à bord d'un Lockheed T-33 Shooting Star et doivent tester si le Smith Ranch Dry Lake peut servir de piste d'atterrissage d'urgence pour le X-15. Dans son autobiographie, Yeager écrit qu'il savait et avait averti son coéquipier que le lac n'était pas utilisable pour les atterrissages, après les pluies qui venaient de se produire, mais qu'Armstrong avait insisté pour effectuer ce test. Alors que l'avion effectue un atterrissage de type « touch-and-go », les roues restent bloquées et ils ne parviennent pas à redécoller. Les deux hommes sont obligés d'attendre les secours. Armstrong raconte une version différente des événements : selon celle-ci, Yeager n'a jamais essayé de le prévenir et l'avion a effectué un premier atterrissage réussi sur le côté est de la zone. Yeager lui aurait alors demandé d'effectuer une deuxième tentative à une vitesse moins élevée. C'est au cours de ce deuxième essai que l'avion aurait été immobilisé, déclenchant, selon Armstrong, l'hilarité de Yeager.

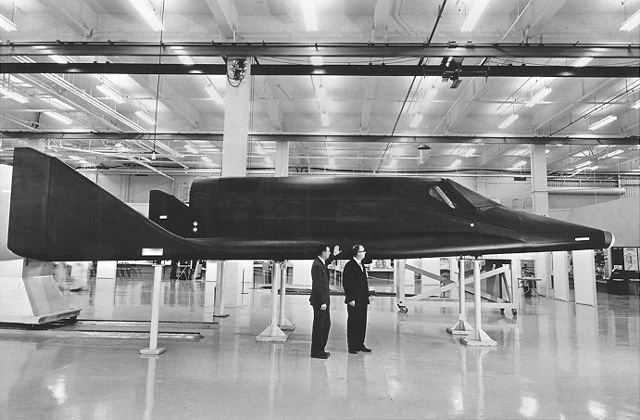
Prototype du Boeing X-20 Dyna-Soar.

Beaucoup de pilotes d'essai à Edwards ont loué les talents d'ingénieur d'Armstrong. Milt Thompson a déclaré qu'il était « le plus technicien des premiers pilotes de X-15 » et Bruce Peterson a dit d'Armstrong qu'il avait « un esprit qui absorbait des choses comme une éponge ». Ceux qui venaient de l'Armée de l'air américaine avaient tendance à avoir une opinion différente, en particulier des pilotes comme Chuck Yeager et Pete Knight, qui n'avaient pas de diplôme d'ingénieur. Knight a dit que les pilotes-ingénieurs volaient d'une manière qui était « plus mécanique » et expliquait que c'était pour cette raison que certains pilotes-ingénieurs rencontraient des problèmes en vol : leurs compétences de pilote n'étaient pas innées.
Le 21 mai 1962, Armstrong est impliqué dans « l'affaire Nellis ». Il est envoyé dans un Lockheed F-104 Starfighter pour inspecter le Delamar Dry Lake, là encore pour vérifier si celui-ci permet les atterrissages d'urgence. Il a mal évalué son altitude et ne s'est pas rendu compte que son train d'atterrissage n'était pas complètement déployé. En touchant le sol, le train d'atterrissage commence à se rétracter. Armstrong met plein gaz pour reprendre de l'altitude, mais la partie ventrale de l'avion et les portes du train d'atterrissage heurtent le sol ce qui déclenche une fuite de liquide hydraulique et endommage également la radio. Armstrong se dirige alors vers la Nellis Air Force Base et, en l'absence de communication radio, survole la tour de contrôle en « battant des ailes » pour signaler qu'il va effectuer une tentative d'atterrissage sans disposer de radio. La perte de fluide hydraulique entraîne la libération du crochet d’arrêt, et celui-ci se prend dans un câble qui entraîne une chaîne d'ancre. Il faut près de trente minutes pour dégager la piste et réparer le câble. Pendant ce temps, Armstrong téléphone à Edwards et demande que quelqu'un vienne le chercher. Milt Thompson est envoyé à bord d'un F-104B, le seul avion biplace disponible, mais que Thompson n'avait jamais piloté. Thompson parvient non sans difficultés à Nellis, mais l'avion effectue un atterrissage dur car il souffle, à ce moment-là, un vent de travers violent, et un des pneus du chasseur éclate. La piste est de nouveau fermée afin d'être dégagée. Bill Dana est envoyé à son tour à Nellis, cette fois-ci dans un Lockheed T-33 Shooting Star, mais il atterrit presque trop loin. Le commandement de la base de Nellis décide que le mieux est de trouver un véhicule terrestre pour rapatrier les trois pilotes, afin d'éviter un nouveau problème.
Armstrong a effectué sept vols sur North American X-15, au cours desquels il a atteint une altitude de 63 km (207 500 pieds) et une vitesse de 6 615 km/h (Mach 5,74) à bord du X-15-1. Lorsqu'il abandonne sa fonction de pilote d'essais, il a réalisé plus de 2 450 heures de vol sur plus de 200 appareils différents (dont des avions à réaction, des hélicoptères et des planeurs).

### Astronaute à la NASA et premiers entraînements

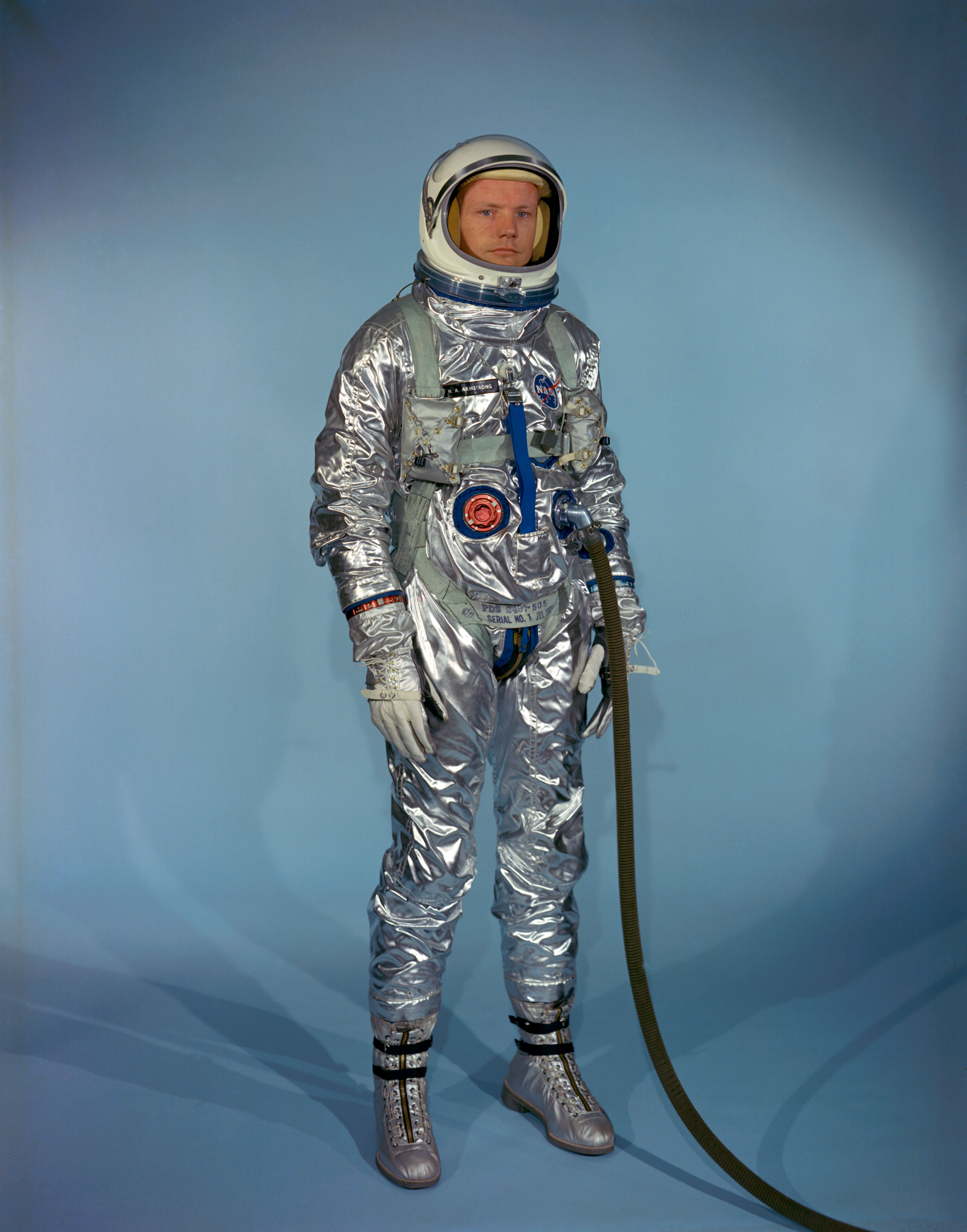
Neil Armstrong dans une combinaison spatiale pré-Gemini.

La vocation d'astronaute d'Armstrong ne résulte pas d'une décision instantanée. En mai 1958, il est sélectionné pour faire partie du programme Man In Space Soonest de l'Armée de l'air américaine. En mai 1960, il devient un des pilotes consultants pour le projet Dyna Soar et, en mars 1962, il est désigné comme un des six pilotes ingénieurs susceptibles de piloter l'avion dans l'espace si ce projet se concrétise. Au cours des mois qui suivent l'annonce du recrutement du Groupe d'astronautes 2 par la NASA, il est de plus en plus enthousiasmé par le programme Apollo et par la perspective de découvrir un nouvel environnement aéronautique. Mais la candidature d'Armstrong arrive environ une semaine après la date limite fixée au 1er juin 1962. Dick Day (en), avec qui Armstrong avait collaboré étroitement à la base d'Edwards et qui travaillait à ce moment-là au Manned Spacecraft Center, voyant l'arrivée tardive de son dossier, le glisse dans la pile des candidatures à étudier sans que personne le remarque. Armstrong passe en juin à la Brooks City-Base (en), l'examen médical que la plupart des candidats décrivaient comme douloureux et parfois inutile.
Le 13 septembre 1962, Deke Slayton appela Armstrong et lui demanda s'il voulait faire partie du Groupe d'astronautes 2 baptisé par la presse américaine « The New Nine » (les neuf nouveaux). Armstrong accepta sans hésitation. Les résultats des sélections furent gardés secrets durant trois jours, mais les journaux avaient annoncé, depuis le milieu de l'été, qu'un des candidats retenus serait le « premier astronaute civil ». Armstrong est le premier astronaute américain qui ne soit pas militaire d'active au moment de sa sélection.

### ProgrammeGemini

#### Gemini 8
Les astronautes de la mission Gemini 8 sont désignés le 20 septembre 1965 : Armstrong est le commandant et David Scott le pilote. Ce dernier est le premier membre du groupe d'astronautes 3 à recevoir une place dans l'équipage titulaire d'une mission spatiale. La mission est lancée le 16 mars 1966. Celle-ci est la plus complexe réalisée jusque-là, avec un rendez-vous et un amarrage du vaisseau Gemini avec l'étage de fusée Agena et une activité extravéhiculaire (EVA) qui constitue la deuxième sortie américaine et la troisième en tout, réalisée par Scott. La mission doit durer 75 heures et le vaisseau doit effectuer 55 orbites. Après le lancement de l'étage-cible Agena à 15 h 00 UTC, la fusée Titan II GLV transportant Armstrong et Scott décolle à 16 h 41 UTC. Une fois en orbite, la poursuite de l'étage Agena par le vaisseau Gemini 8 s'engage.

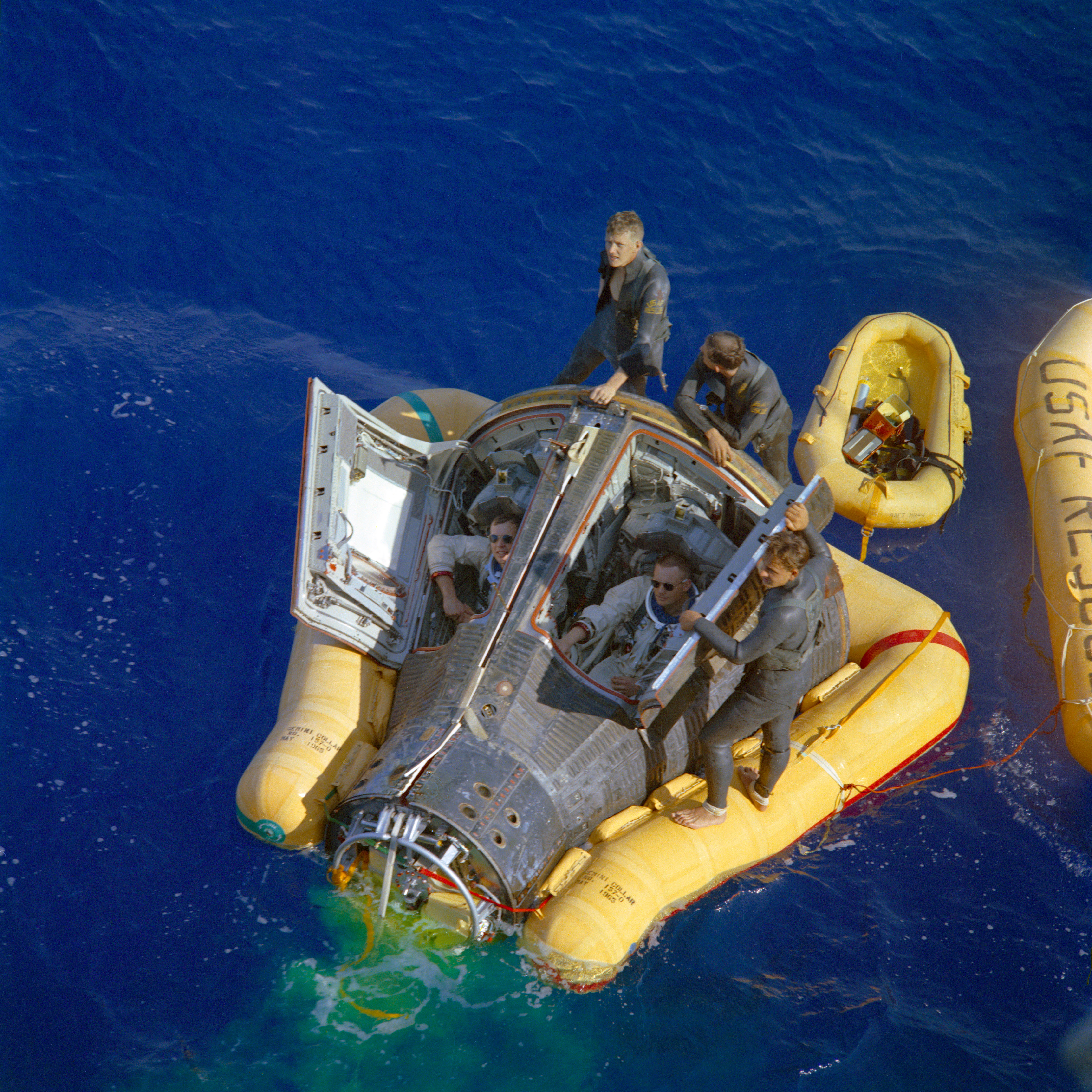
Neil Armstrong et David Scott à l'arrivée de leur capsule Gemini 8.

Le premier rendez-vous et l'amarrage entre les deux engins qui constitue une première sont réalisés avec succès, après 6 heures et trente minutes passées en orbite. Le contact du centre de contrôle avec l'équipage est intermittent car les stations terrestres ne permettent qu'une couverture partielle de l'orbite. Pendant une de ces périodes sans liaison radio avec le sol, l'engin spatial commence à tourner sur lui-même. Armstrong essaie de corriger, sans y parvenir, ce problème d'orientation avec les moteurs-fusées dédiés au contrôle d'attitude faisant partie de l'Orbital Attitude Maneuvering System (en) (OAMS). Comme suggéré auparavant par le centre de contrôle, les astronautes choisissent de désamarrer leur vaisseau de l'étage Agena mais ne constatent aucune amélioration : la vitesse de rotation s'est encore accrue, atteignant un tour par seconde. L'équipage comprend alors que le problème vient du système de contrôle d'attitude du vaisseau Gemini. Armstrong décide de désactiver le système de contrôle d'attitude OAMS et d'initialiser les rétrofusées RCS. Les procédures imposaient qu'une fois le système RCS activé, l'engin devait entamer sa rentrée sur Terre dès que possible. Il a été démontré par la suite qu'une connexion électrique endommagée avait bloqué en position allumée un des moteurs-fusées utilisé pour le contrôle d'attitude.
Quelques personnes, dont Walter Cunningham, ont déclaré publiquement par la suite que Scott et Armstrong n'avaient pas suivi les procédures en vigueur pour un tel incident et qu'Armstrong aurait pu sauver la mission s'il avait activé une seule des deux grappes de rétrofusées RCS (il y avait une deuxième grappe en cas de défaillance de la première). Ces critiques sont sans fondement car aucune procédure n'a été écrite pour une telle défaillance, et il est seulement possible d'activer les deux grappes de rétrofusées RCS simultanément et pas l'une ou l'autre. Gene Kranz a écrit : « L'équipage a réagi conformément à sa formation, et ils ont mal réagi parce que nous les avions mal formés ». Les planificateurs et les contrôleurs de la mission n'avaient pas réalisé que lorsque deux engins spatiaux sont amarrés ensemble, ils doivent être considérés comme un seul et même véhicule spatial.

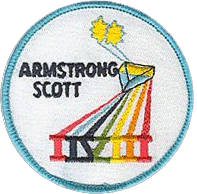
Insigne de Gemini 8.

Armstrong fut déprimé et irrité que le vol ait été écourté : la plupart des objectifs de la mission n'avaient pas été remplis et Scott n'avait pu effectuer sa sortie extravéhiculaire. Armstrong ne fut pas mis au courant des critiques des autres astronautes, mais il réalisa après le vol que les moteurs de contrôle d'attitude du vaisseau Gemini auraient pu être désactivés lors de l'amarrage avec l'étage Agena, et que le système de contrôle d'attitude de l’Agena aurait peut-être pu suffire pour stabiliser l'ensemble.

#### Gemini 11
La dernière mission d'Armstrong lors du programme Gemini fut en tant que pilote-commandant de l'équipage de remplacement de Gemini 11, laquelle était prévue deux jours après l'atterrissage de Gemini 8. Ayant déjà reçu une formation pour les deux vols, Armstrong était très bien formé sur les systèmes et aurait été le mieux placé pour assister le pilote novice William Anders désigné avec lui. Mais l'équipage de remplacement ne fut pas mobilisé et c'est l'équipage titulaire formé par Pete Conrad et Dick Gordon qui fut lancé le 12 septembre 1966. Les deux hommes purent remplir tous les objectifs de la mission, tandis qu'Armstrong assura les fonctions de contrôleur de vol (CAPCOM).
Après le vol, le président américain Lyndon B. Johnson demanda à Armstrong et à sa femme de prendre part à une tournée de 24 jours en Amérique du Sud, destinée à promouvoir les relations avec les États-Unis. Les Armstrong étaient accompagnés de Dick Gordon, George Low, leurs épouses et d'autres fonctionnaires du gouvernement. Ils voyagèrent dans onze pays et quatorze grandes villes. Armstrong impressionna tous les participants en saluant les dignitaires dans leur propre langue. Au Brésil, il parla des exploits d'Alberto Santos-Dumont, qui est considéré dans ce pays comme le premier à avoir volé avec un aéronef « plus lourd que l’air » devançant les Américains Orville et Wilbur Wright.

### ProgrammeApollo
Pour un article plus général, voir Exploration de la Lune.

Neil Armstrong étudie le plan de vol d'Apollo 11, le 14 juillet 1969.

Lorsqu'éclate l'incendie d'Apollo 1 le 27 janvier 1967, qui est fatal aux astronautes Gus Grissom, Ed White et Roger Chaffee, Armstrong est en déplacement à Washington avec Gordon Cooper, Dick Gordon, Jim Lovell et Scott Carpenter pour la signature du traité de l'espace de l'Organisation des Nations unies. Armstrong et le groupe passent le reste de la nuit à boire et à spéculer sur l'origine de l'accident. Le 5 avril 1967, le jour même où la mission d'enquête sur l'incendie d'Apollo 1 a publié son rapport, Armstrong et dix-sept autres astronautes sont conviés à une réunion avec Deke Slayton. Slayton leur annonce que « les gars qui vont participer à la première mission lunaire sont ceux de cette salle ». Selon Eugene Cernan, Armstrong ne se montre pas particulièrement surpris car ceux qui sont présents sont les vétérans du programme Gemini et donc les seules personnes susceptibles de participer aux missions lunaires. Slayton parle des missions prévues et nomme Armstrong comme membre de l'équipage réserve d'Apollo 9 qui, à ce stade, est planifié pour être une mission en orbite terrestre moyenne destinée à tester le fonctionnement conjoint du module lunaire Apollo et du module de commande et de service Apollo. À la suite de retards dans la conception et la fabrication du module lunaire, Apollo 9 et Apollo 8 échangèrent leurs équipages. Sur la base du système de rotation des équipages, Armstrong doit commander la mission Apollo 11.
Pour que les astronautes puissent acquérir de l'expérience en vol sur le module lunaire Apollo, deux atterrisseurs lunaires expérimentaux dits Lunar Landing Research Vehicles (LLRV) sont construits par Bell Aircraft Corporation. Par la suite, trois Lunar Landing Training Vehicles (LLTV) jouant le même rôle sont construits. Surnommés les « sommiers volants », ils simulent la gravité lunaire en utilisant un turboréacteur à double flux. 
Le 6 mai 1968, à environ 30 m du sol, Armstrong a un problème technique sur l'engin. Il parvient à s'éjecter à temps mais frôle la mort en raison de la proximité du sol et du temps d'ouverture du parachute. L'appareil s'écrase 3,7 secondes plus tard. Sa seule blessure est de s'être mordu la langue. Son sang-froid stupéfie ses collègues : « Il a regagné juste après son bureau, où ils étaient estomaqués de voir qu'il avait repris son travail. Il faisait le rapport de l'incident comme si rien ne s'était passé. Il est probable que sa capacité à gérer les crises a fait que la NASA a choisi Armstrong pour aller sur la Lune ». Armstrong soulignera par la suite l'importance de l'expérience acquise avec ces vols simulés pour la réussite des atterrissages sur la Lune. 

#### Apollo 11

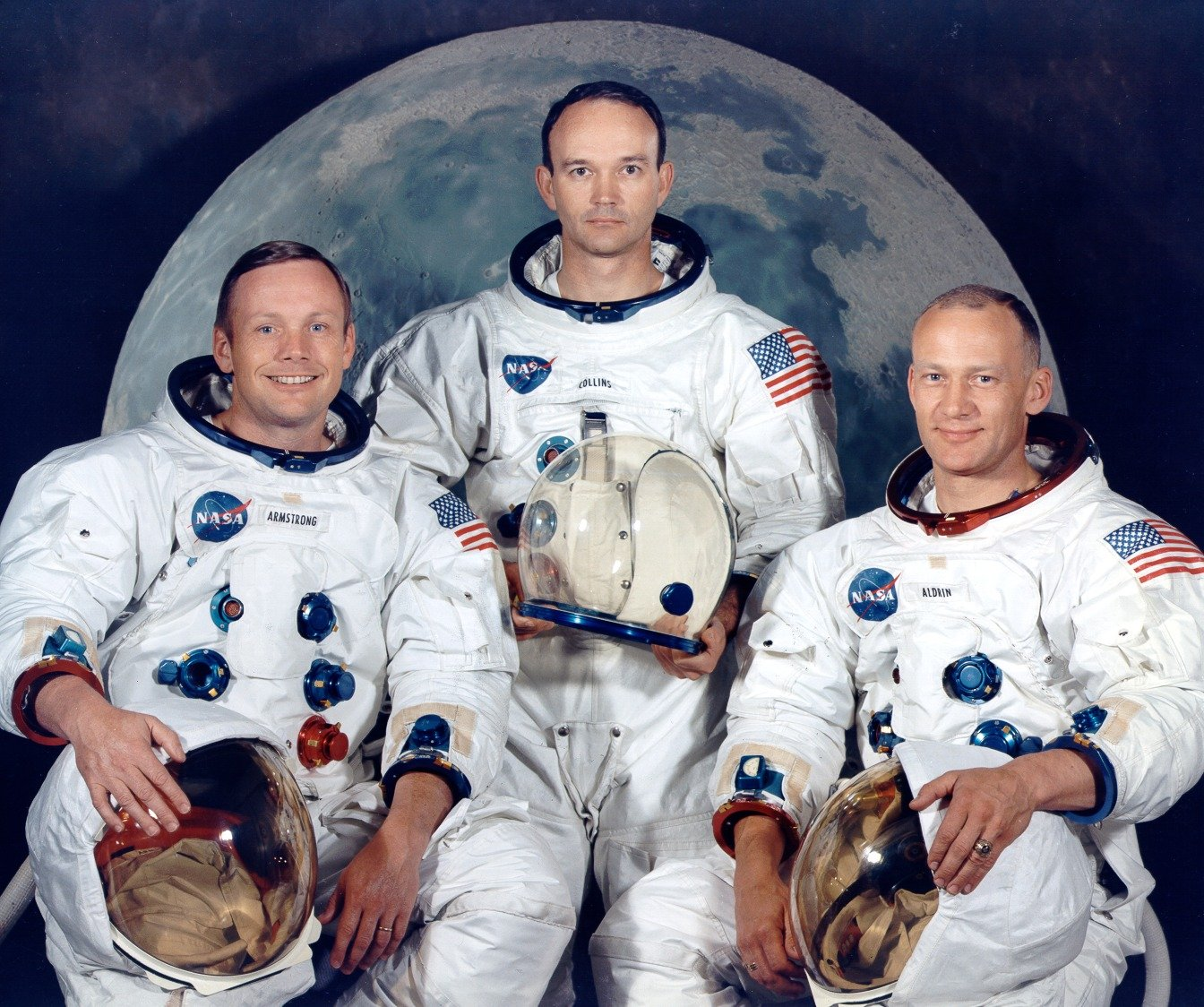
L'équipage d'Apollo 11 : Neil Armstrong, Michael Collins et Buzz Aldrin.

Armstrong est désigné comme commandant de l'équipage de remplacement de la mission Apollo 8 mais c'est l'équipage titulaire qui effectue la mission. Le 23 décembre 1968, Slayton annonce à Armstrong qu'il a été choisi comme commandant d'Apollo 11, la première mission qui pourrait atterrir sur la Lune. Les deux autres membres de l'équipage sont Buzz Aldrin qui doit être pilote du module lunaire et Michael Collins, pilote du module de commande. Au cours d'un entretien, dont l'existence a seulement été dévoilée par la publication de la biographie d'Armstrong en 2005, Slayton propose à Armstrong, s'il le souhaite, de remplacer Aldrin par Jim Lovell. Après y avoir réfléchi une journée, Armstrong répondit à Slayton qu'il allait garder Aldrin, car il n'avait aucune difficulté à travailler avec lui et pensait que Lovell méritait d'avoir son propre commandement. En effet, le remplacement d'Aldrin par Lovell, poste pour poste, aurait officieusement classé Lovell en numéro trois sur l'équipage, chose qui ne pouvait pas se justifier selon Armstrong pour un vétéran comme Lovell qui avait déjà effectué trois vols dans l'espace.
Aldrin pensait qu'il serait le premier à poser un pied sur la Lune, compte tenu de son expérience dans le programme Gemini, de la répartition des rôles des pilotes et du temps qu'il avait passé à se former. Toutefois, le choix du premier homme à marcher sur la Lune fut remis en question du fait de la prééminence naturelle du commandant et de l'agencement du module (l'écoutille s'ouvrait de l'intérieur vers la droite, ce qui facilitait la sortie pour Armstrong et la compliquait pour Aldrin). En mars 1969, une rencontre eut lieu entre Slayton, George Low, Bob Gilruth et Chris Kraft au cours de laquelle il fut décidé qu'Armstrong serait la première personne à marcher sur la Lune (également car ils souhaitaient une personne dont l'ego n'était pas surdimensionné). Au cours d'une conférence de presse, qui eut lieu le 14 avril 1969, Slayton donna comme raison principale au choix d'Armstrong l'architecture intérieure du module lunaire (l'écoutille une fois ouverte constituait un obstacle difficilement franchissable pour Aldrin). Slayton ajouta : « Ensuite, d'un simple point de vue protocolaire, il me semble normal que le commandant soit le premier gars à sortir… J'ai changé cela dès que cette question a été mise à l'ordre du jour. Bob Gilruth a approuvé ma décision »,. Mais comme l'a révélé l'autobiographie de Kraft publiée en 2001, à l'époque où la décision avait été prise, les quatre hommes à l'origine de celle-ci n'étaient pas au courant du problème créé par l'architecture intérieure du module. Une autre hypothèse pourrait expliquer le choix d'Armstrong : celui-ci était civil (NASA) et non militaire (USAF) comme ses deux compagnons. Armstrong semblait effectivement un bon choix : Mister Cool comme le surnommaient ses collègues, était « réputé pour son humour décalé mais surtout son sang-froid, son calme [et] sa capacité à prendre la bonne décision ». Enfin, le choix d'un civil plutôt qu'un militaire pourrait être un signe de paix de l'exécutif américain en pleine guerre froide et guerre du Viêt Nam.

##### Transit vers la Lune et atterrissage
Le 16 juillet 1969 à 13 h 32 UTC, le lanceur Saturn V, pesant plus de 3 000 tonnes, décolle du complexe de lancement 39 de Cap Canaveral en emportant Neil Armstrong et ses coéquipiers à bord du vaisseau Apollo 11. Au début du décollage, le pouls d'Armstrong atteint un maximum de 109 battements par minute. Il trouve le premier étage de la fusée très bruyant, beaucoup plus que celui des fusées Titan II GLV utilisées pour Gemini 8. Par contre, le module de commande et de service Apollo lui semble particulièrement spacieux par rapport à la capsule Gemini. Certains spécialistes pensent que le volume habitable disponible est à l'origine du « mal de l'espace » qui a frappé les membres de l'équipage de la mission précédente, mais aucun des équipiers de l'équipage d'Apollo n'en souffre. Armstrong en est particulièrement heureux, car il était sujet, enfant, à la cinétose et pouvait avoir des nausées après de longues périodes de mouvements.
Après un transit entre la Terre et la Lune d'une durée de quatre jours sans anomalie, Armstrong et Aldrin embarquent à bord du module lunaire Apollo, baptisé Eagle pour entamer leur descente vers le sol lunaire. L'objectif d'Apollo 11, mission pionnière, est de limiter les risques. Pour l'atterrissage, l'équipage a pour consigne de privilégier la sécurité par rapport à la précision[réf. nécessaire].
L'ordinateur de bord gère le pilote automatique, assure la navigation et optimise la consommation de carburant (optimisation sans laquelle il serait difficile de se poser avec la faible quantité de carburant disponible). Sa puissance est équivalente à celle d'une calculatrice bas de gamme des années 2000,.
Durant la phase de descente, l'équipage est gêné par une alarme « 1202 » émise par l'ordinateur de bord et qui, en simulation, était d'un type menant habituellement à l'annulation de la mission. Le jeune Steve Bales, l'un des programmeurs de l'ordinateur de bord, présent à Houston, détermine que l'alarme correspond à une saturation mémoire et peut être ignorée, et après 30 longues secondes, Houston confirme que la mission peut se poursuivre. Une analyse plus approfondie révèlera que cette saturation provenait des signaux du radar de rendez-vous qui était inutile dans la phase de descente et aurait dû normalement être désactivé à ce stade de la mission. Or, à la suite d'une erreur dans la préparation à Terre, la liste de contrôle que devaient suivre Armstrong et Aldrin ne mentionnait pas la nécessité d'effectuer cette désactivation (ultérieurement, Steve Bales sera reçu à la Maison-Blanche par le président Nixon et remercié d'avoir ainsi sauvé la mission).
Accaparé par ces alarmes, Armstrong laisse passer le moment où, selon la procédure, il aurait dû exécuter une dernière manœuvre de correction de la trajectoire. Le LEM dépasse de 7 km le site sélectionné pour l'atterrissage (« Site no 2 ») et s'approche d'une zone encombrée de rochers. Armstrong n'a pas le temps d'étudier la situation avec Houston et de reconfigurer l'ordinateur de bord. Il prend le contrôle manuel du module lunaire pour survoler à l'horizontale le terrain à la recherche d'un site adapté à l'atterrissage. À Houston, on est inquiet de la durée anormalement longue de l'atterrissage, et l'abandon de la mission est de nouveau envisagé. Lorsque s'affiche le signal indiquant qu'il ne reste plus que 60 secondes de carburant, le LEM est désormais très proche du sol et soulève un nuage de poussière qui gêne la visibilité. Armstrong avait déjà posé le simulateur du LEM, le LLTV, avec moins de quinze secondes de carburant restant à plusieurs reprises et était, par ailleurs, convaincu que le module lunaire pouvait résister à une chute de 15 m en cas de besoin. À la recherche d'une zone non accidentée, Armstrong fait avancer le LEM en rasant le sol dans la direction de sa fenêtre afin d'avoir le nuage derrière lui et de garder de la visibilité, pendant qu'Aldrin indique l'altitude, la vitesse horizontale et les secondes de carburant restant.
Le module lunaire Eagle se pose dans la mer de la Tranquillité le 20 juillet 1969 à 20:17:40 UTC (15 h 17 min 40 s CDST, heure de Houston), avec 20 secondes restant du propergol réservé à l'atterrissage, à 7 km du lieu prévu à l'origine.
Les premiers mots d'Armstrong destinés au contrôle de la mission sont : « Houston, ici la base de la Tranquillité. L'Aigle a atterri… » Armstrong et Aldrin se félicitent d'une poignée de main et une tape dans le dos avant d'entamer la liste de contrôle destinée à vérifier que le module est prêt pour un décollage d'urgence si la situation le justifie. À Houston, le capcom Charlie Duke s'exclame : « Reçu, Tranquillité. Nous comprenons que vous êtes au sol. Vous aviez un paquet de types en train de devenir bleus. On respire à nouveau, merci », trahissant la nervosité qui régnait au contrôle de mission.

##### Premier pas sur la Lune
Le plan de vol établi par la NASA prévoyait une période de repos de l'équipage immédiatement après les vérifications qui suivaient l'atterrissage. Mais Armstrong demande que la sortie extravéhiculaire sur le sol lunaire se fasse plus tôt. Les deux astronautes doivent s'équiper et lorsque Armstrong et Aldrin sont prêts à sortir il s'est écoulé près de six heures depuis qu'Eagle s'est posé sur la Lune. La cabine est dépressurisée et l'écoutille est ouverte. Armstrong descend d'abord en utilisant l'échelle située sur le flanc du module. Arrivé au dernier échelon, il déclare : « Je vais descendre du LEM (module lunaire) maintenant. » Avant de se tourner et de poser son pied gauche sur la surface lunaire, le 21 juillet 1969 à 2 h 56 UTC, il prononce la phrase restée célèbre qu'il avait préparée quelques heures auparavant : « That's one small step for [a] man, one giant leap for mankind » ; ce qui peut se traduire par : « C'est un petit pas pour [un] homme, [mais] un bond de géant pour l'humanité. »
Note sur la citation : le « a » dans « step for [a] man » est indiqué entre crochets car il n'a pas été prononcé (ou entendu) à l'époque, ce qui créait un pléonasme car man (l'homme) est synonyme de mankind (l'humanité). Néanmoins, si les médias français titraient à l'époque « Un petit pas pour l'homme, mais un bond de géant pour l'humanité », le sens des paroles d'Armstrong, mettant en parallèle son petit pas et le bond de géant pour l'humanité que représentait l'arrivée de l'espèce humaine sur la Lune, était implicitement parfaitement compris. Armstrong dit plus tard : « j'espère que l'Histoire me pardonnera d'avoir enlevé la syllabe et comprendra que ce ne fut pas volontaire. Même si la syllabe ne fut pas dite, elle aurait aussi bien pu l'être. » Une analyse numérique de l'enregistrement audio, réalisée par l'informaticien australien Peter Shann Ford, révélerait la présence de la syllabe « a » manquante, qui aurait été inaudible en raison des limites technologiques des communications de l'époque. Ford et James R. Hansen, biographe d'Armstrong, ont présenté ces résultats à Armstrong et aux représentants de la NASA, mais l'article de Ford a été publié sur son propre site Web et non dans une revue soumise à relecture par des pairs scientifiques. Des linguistes comme David Beaver et Mark Liberman considèrent avec scepticisme les affirmations de Ford. Quoi qu'il en soit, Armstrong a exprimé sa préférence pour que cette citation soit écrite avec le « a » entre parenthèses et la transcription de ses paroles sur le site de la NASA est conforme à ce souhait,.
Lorsque Armstrong fait son annonce, les échanges radio entre l'équipage et la mission au sol sont diffusés en direct par la Voix de l'Amérique, par la BBC ainsi que par de nombreuses autres radios dans le monde entier. On estime que près de 450 millions d'auditeurs sur une population mondiale estimée de 3,631 milliards de personnes suivent la sortie d'Armstrong en direct, soit 13 % de la population mondiale.

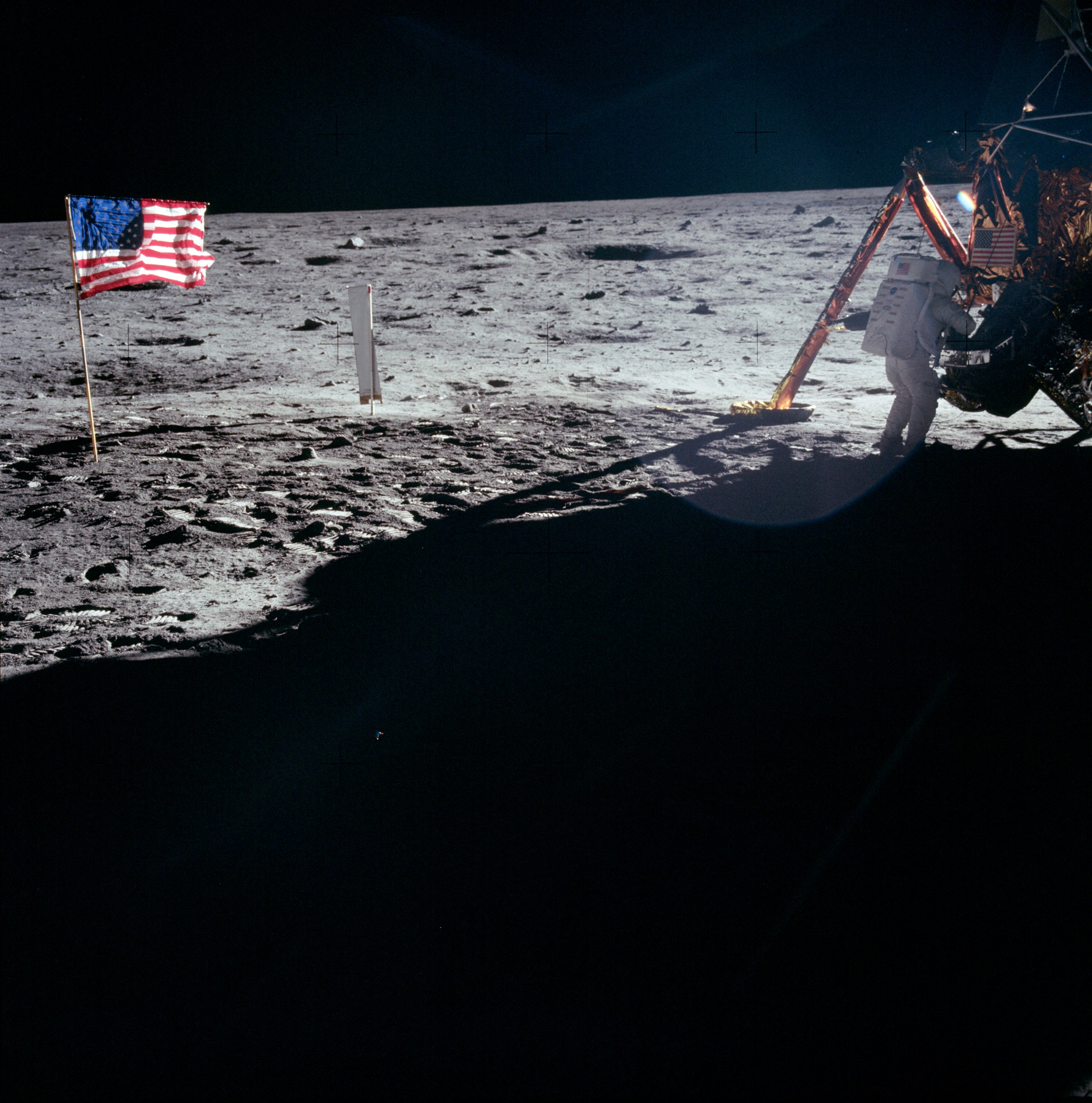
Neil Armstrong près du module lunaire Apollo.

Vingt minutes après la sortie d'Armstrong, Aldrin pose à son tour le pied sur le sol lunaire. Les deux hommes dévoilent une plaque commémorant leur vol, fixée sur l'étage de descente qui doit rester sur le sol lunaire puis plantent le drapeau des États-Unis. Celui-ci possède une armature faite d'une tige métallique pour le maintenir horizontalement faute d'atmosphère et donc de vent. L'apparence ondulée, chiffonnée, identique sur toutes les photos, vient de la manière dont il avait été plié et emballé pendant le voyage. Sur Terre, une discussion eut lieu sur la pertinence de planter un drapeau, mais ce point n'a pas préoccupé Armstrong qui pensait que tout le monde aurait fait de même. Slayton avait averti Armstrong qu'ils recevraient une communication spéciale, mais ne lui avait pas dit que ce serait le président Richard Nixon qui serait en contact avec eux, juste après la mise en place du drapeau.
Il n'existe que cinq photos d'Armstrong sur la Lune : le déroulement des tâches était programmé à la minute et la majorité des photos devaient être réalisées par Armstrong à l'aide de l'unique appareil Hasselblad disponible. Après avoir aidé à mettre en place les expériences scientifiques du Apollo Lunar Surface Experiments Package, Armstrong effectue une brève excursion vers un cratère situé à 60 m à l'est du module lunaire et qui est East Crater. C'est la plus longue distance parcourue durant la mission. La dernière tâche d'Armstrong est de laisser un petit paquet d'objets en mémoire des défunts cosmonautes soviétiques Youri Gagarine et Vladimir Komarov, et des astronautes d'Apollo 1 « Gus » Grissom, « Ed » White et Roger Chaffee. Le temps consacré à la sortie de l'équipage d'Apollo 11 sur le sol lunaire a été limité à environ deux heures et trente minutes ; c'est la plus courte sortie des six missions Apollo. Les sorties des missions suivantes seront de plus en plus longues et, à titre d'exemple, l'équipage d'Apollo 17, la dernière mission lunaire, passera plus de 21 heures à explorer la surface lunaire.

##### Retour sur Terre

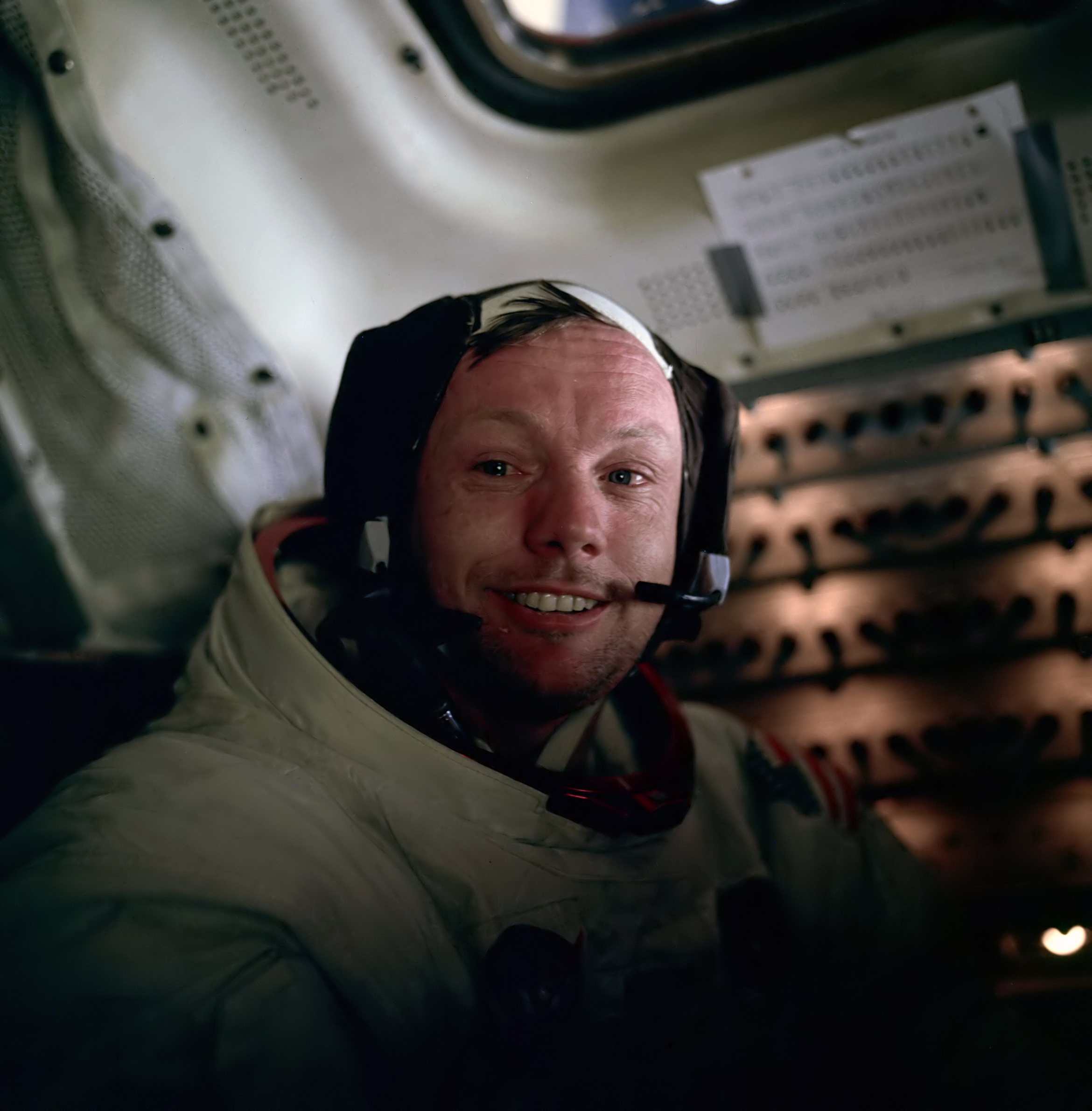
Neil Armstrong coiffé de son casque intercom familièrement appelé en photographié par Aldrin juste après l'EVA.

Les deux astronautes ont récolté 21,7 kg d'échantillons de sol lunaire et la sortie extravéhiculaire a duré 2 h 31 durant laquelle ils ont parcouru 250 mètres. Alors que Buzz Aldrin réintègre le module lunaire, il casse par inadvertance dans l'habitacle étroit l'interrupteur permettant de mettre à feu le moteur de l'étage de remontée du LEM. Comme il s'agit d'un bouton poussoir, Aldrin se sert de la pointe d'un stylo pour l'enclencher, et permettre aux deux astronautes de quitter la Lune. Le décollage depuis la Lune a lieu 124 h 22 après le début de la mission. Le drapeau américain, planté trop près du module lunaire, est couché par le souffle du décollage. Les astronautes sont restés 21 h 36 min sur la Lune. Le LEM effectue avec succès la manœuvre de rendez-vous en orbite lunaire avec le module de commande et de service Columbia resté en orbite lunaire avec Collins à son bord.
Le module de service est largué 15 minutes avant d'entamer la rentrée atmosphérique. Le vaisseau pénètre dans l'atmosphère à environ 11 km/s et amerrit 15 minutes plus tard à 16 h 50 min 59 s TU dans l'océan Pacifique à 3 km du point visé : l'amerrissage a lieu à 2 660 km à l'est de l'atoll de Wake et à 380 km au sud de l'atoll Johnston. Le porte-avion USS Hornet chargé de récupérer l'équipage se trouve à 22 km du point d'amerrissage (13° 19′ N, 169° 09′ O). Il s'est écoulé 195 h 19 min depuis que le vaisseau a décollé.

##### Sur Terre
Les trois astronautes sont mis en quarantaine pendant 21 jours, une pratique qui perdure pendant les trois missions Apollo suivantes, avant que la Lune ne soit déclarée stérile et sans danger de contamination.
Le 16 septembre, une conférence de presse télévisée est organisée durant laquelle l'équipage décrit la mission puis répond aux questions des journalistes.
Du 29 septembre au 5 novembre, les astronautes se rendent dans 23 pays à l'occasion d'une tournée mondiale.
Armstrong participe à des spectacles de Bob Hope de l'United Service Organizations destinés à soutenir le moral des troupes américaines principalement au Viêt Nam.

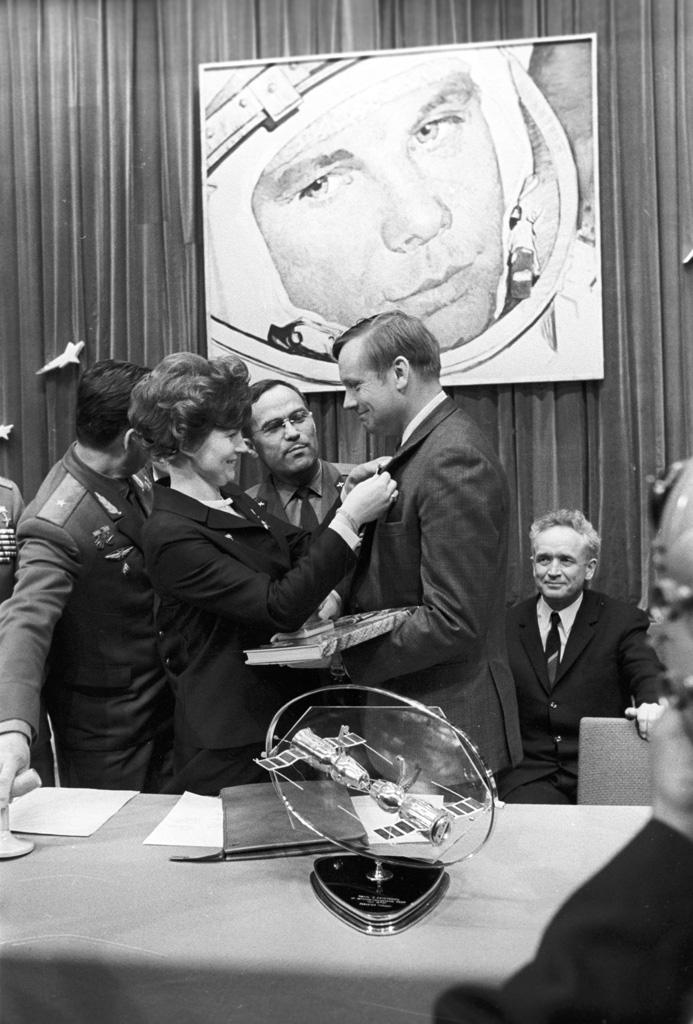
Neil Armstrong et Valentina Terechkova (la première femme dans l'espace), juin 1970.

En mai 1970, Armstrong se rend en Union des républiques socialistes soviétiques (URSS) pour présenter un exposé lors de la 13e conférence annuelle du Comité international de la recherche spatiale. Arrivé à Leningrad (Saint-Pétersbourg) en provenance de Pologne, il se rend à Moscou où il rencontre le Premier ministre Alexis Kossyguine. Il est le premier Occidental à voir le supersonique Tupolev Tu-144 et à visiter le Centre d'entraînement des cosmonautes Youri-Gagarine. À la fin de la journée, il assiste surpris à la retransmission en différé du lancement du vaisseau Soyouz 9 dont il ignorait tout alors que l'équipage comprenait Andrian Nikolaïev, le mari de son hôtesse Valentina Terechkova.
Le 10 juillet 1979, pour le dixième anniversaire de la mission Apollo XI, Neil Armstrong est invité aux Dossiers de l'écran pour témoigner de son exploit.
Par la suite il restera à l'écart de la vie publique, refusant les interviews. Il avait décidé de ne plus signer d'autographes, scandalisé par le trafic qu'ils suscitaient pour d'importantes sommes d'argent à la clé.

### Suite de carrière

#### Enseignant
Armstrong est nommé Deputy Associate Administrator pour l'aéronautique au Bureau de technologie et de recherche avancé (Office of Advanced Research and Technology), futur Defense Advanced Research Projects Agency (DARPA). Il occupe ce poste pendant treize mois puis démissionne de la NASA en août 1971. Il accepte un poste de professeur au département de génie aérospatial de l'université de Cincinnati.
Il choisit Cincinnati plutôt que d'autres universités, y compris son alma mater Purdue, car dans cette université, le département de génie aérospatial a une taille modeste. Il espère que les membres de cette faculté ne seront pas dérangés par le fait qu'il occupe ce poste de professeur avec sa seule maîtrise de l'USC. Il avait commencé son mémoire lorsqu'il était à Edwards des années auparavant, et il en termine la rédaction après Apollo 11 en se basant sur divers aspects de la mission au lieu de présenter une thèse sur le vol hypersonique. Le titre de sa chaire à Cincinnati est professeur d'ingénierie aérospatiale. Après avoir enseigné pendant huit ans, il démissionne en 1979 en raison d'autres engagements, mais également à cause des changements intervenus dans la structure de l'université qui passe sous le contrôle de l'État.
L'université Purdue, quant à elle, restera un important vivier pour les futurs astronautes au point d'être surnommée le cradle of astronauts (« berceau des astronautes »).

Neil Armstrong et Michael Collins décorés par le gouvernement brésilien, 1969.

#### Participation aux commissions d'enquête des accidents d'Apollo 13 et de Challenger
Armstrong a participé à deux commissions d'enquêtes formées pour analyser les raisons d'accidents de vols spatiaux. La première en 1970, après Apollo 13. Pour Edgar Cortright, il a produit une chronologie détaillée du vol. Armstrong s'oppose aussi personnellement à la recommandation du rapport de revoir la conception des bonbonnes d'oxygène du module de service qui étaient l'origine de l'explosion. En 1986, le président des États-Unis Ronald Reagan le nomme vice-président de la commission Rogers formée pour enquêter sur les causes de l'accident de la navette spatiale Challenger, le plus grave qu'ait connu la NASA jusque-là. En tant que vice-président, Armstrong est chargé des aspects opérationnels de la Commission. La commission a déduit que l'accident était dû à un problème de joint torique fabriqué par Thiokol.

#### Autres activités

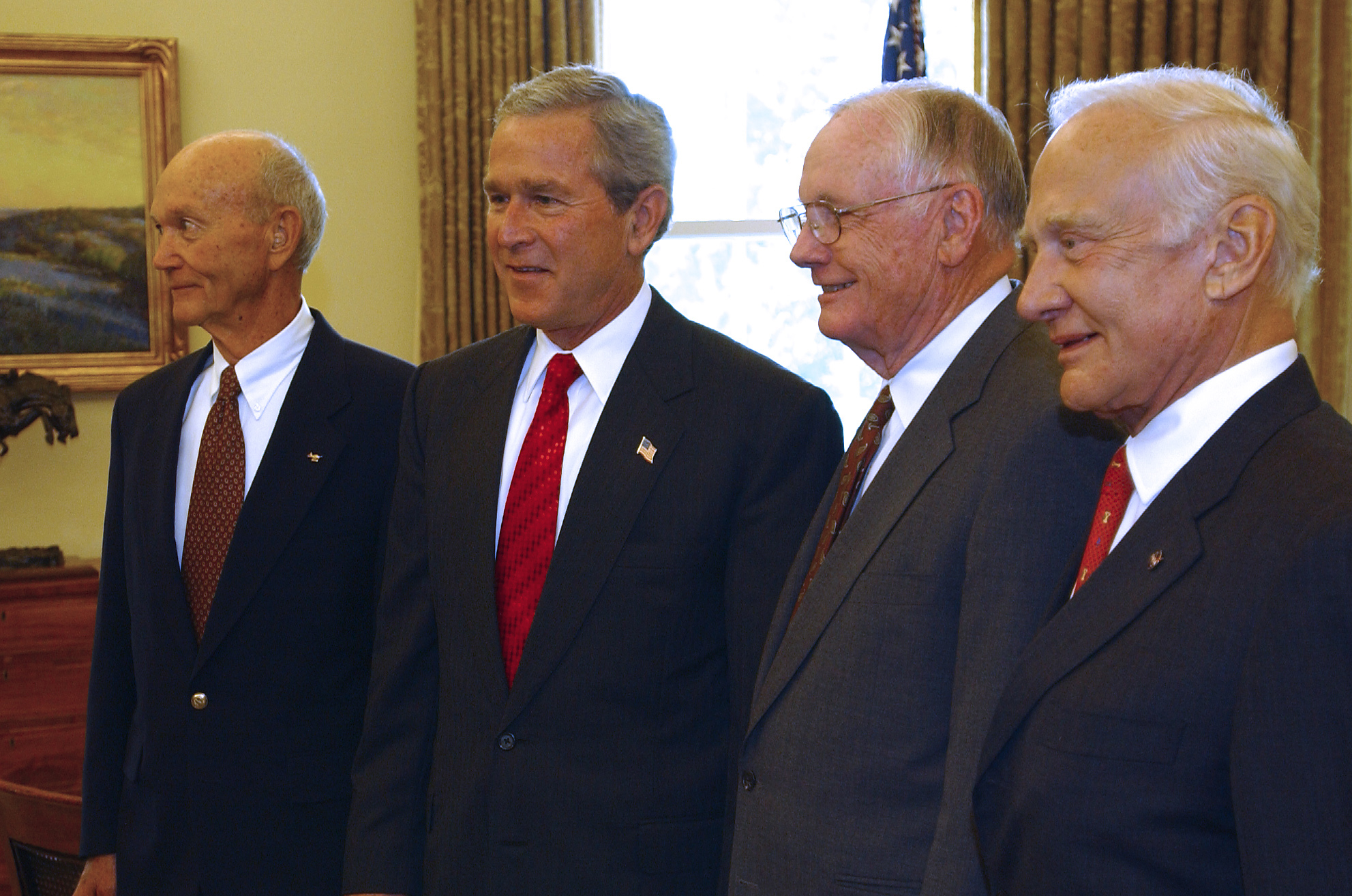
Michael Collins (gauche), Neil Armstrong (second sur la droite) et Buzz Aldrin (droite) avec le président George W. Bush pour le d'Apollo 11 en 2004.

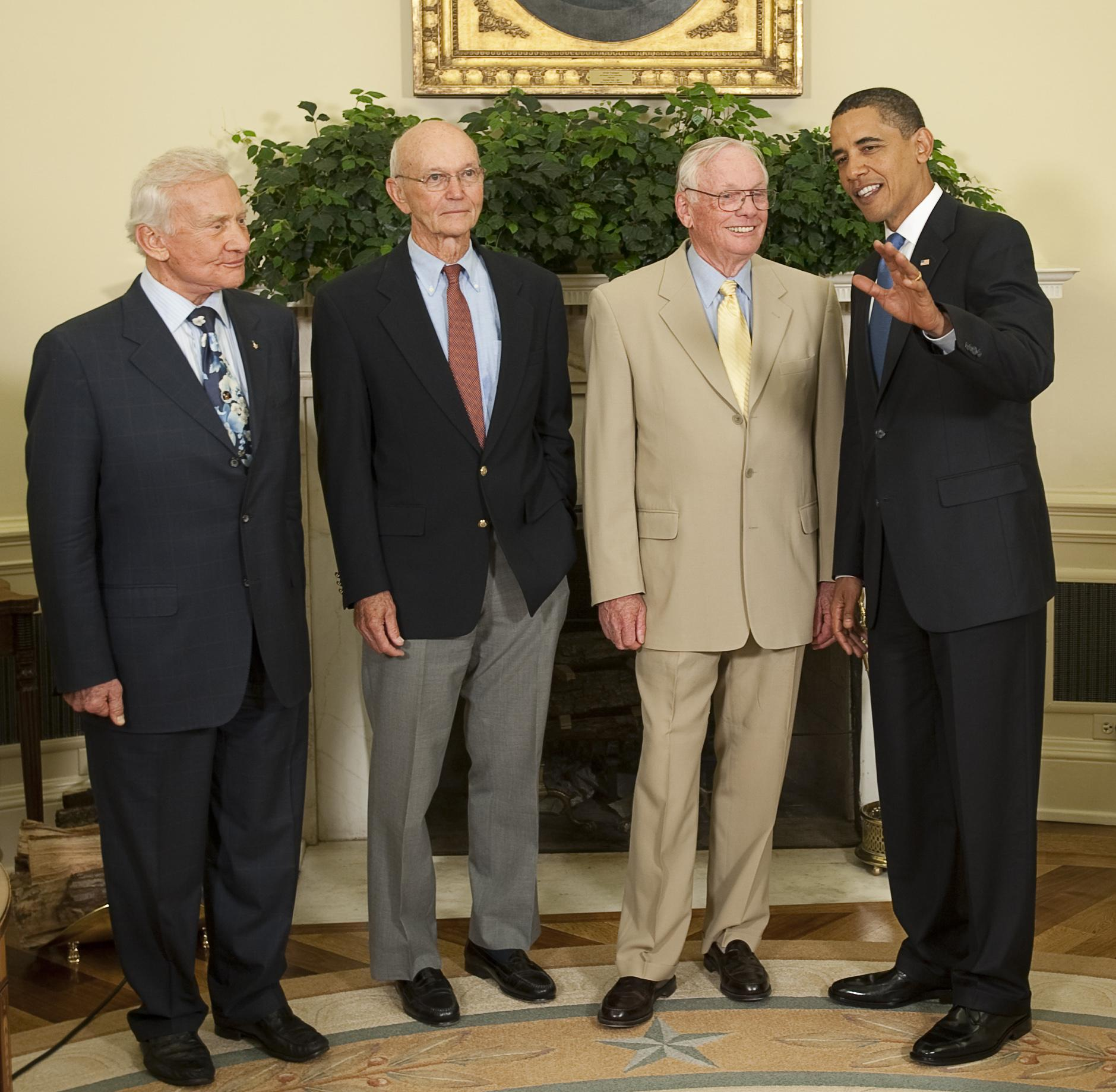
Neil Armstrong (à côté du président Barack Obama) accompagné de Michael Collins (au centre) et de Buzz Aldrin (à gauche), lors de la réception dans le bureau ovale de la Maison-Blanche pour le d'Apollo 11 en 2009.

À sa retraite de la NASA prise en 1971, il refuse les offres d'entreprises qui lui proposent de devenir leur porte-parole. La première entreprise qui ait réussi à se mettre en contact avec lui est le constructeur automobile Chrysler. Il apparaît dans un spot publicitaire de cette dernière en 1979. Ce qui avait décidé Armstrong était qu'elle avait un fort pôle d'ingénierie et qu'elle était en difficulté financière. Par la suite, il a travaillé comme porte-parole pour d'autres entreprises, telles la General Time Corporation et l'American Bankers Association (en). Il a agi comme porte-parole uniquement pour des entreprises américaines.
Par ailleurs, Armstrong a également siégé au conseil d'administration de plusieurs sociétés dont Marathon Oil, Learjet, Cincinnati Gas & Electric Company (en), Taft Broadcasting (en), United Airlines, Eaton Corporation, AIL Systems et Thiokol. Dans cette dernière, il a rejoint le conseil d'administration, après avoir siégé à la commission Rogers qui a suivi l'accident de la navette spatiale Challenger. Il prend sa retraite comme président du conseil d'EDO Corporation (en) en 2002.
Lors de l'abandon du programme Constellation par Barack Obama, il sort exceptionnellement de sa réserve : dans une lettre ouverte co-signée par James Lovell (Apollo 13) et Eugene Cernan (Apollo 17), il exprime de vives critiques à l'égard du projet .

### Mort et hommages

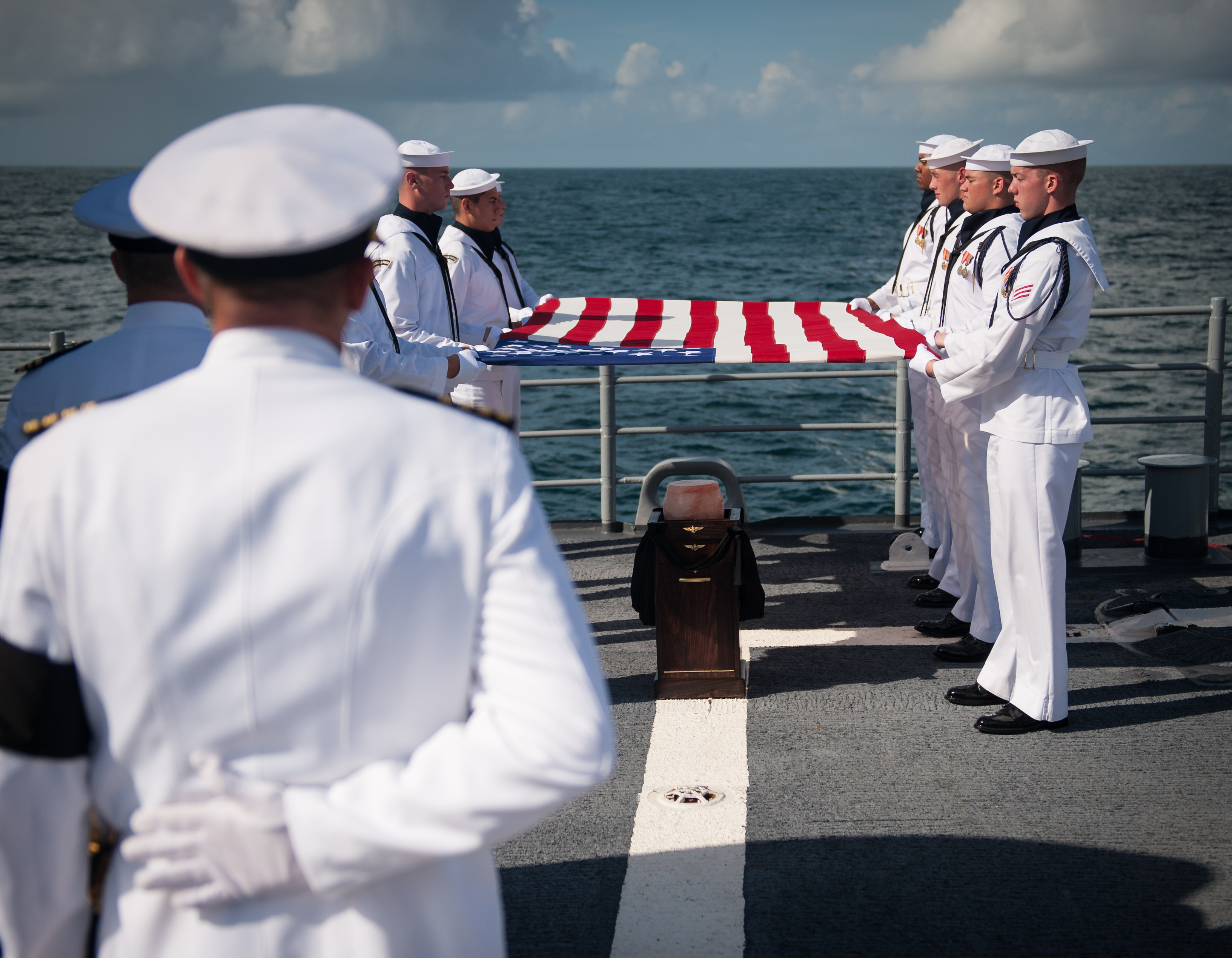
Dispersion en mer des cendres de Neil Armstrong, le 14 septembre 2012.

Le 7 août 2012, Neil Armstrong est opéré du cœur. Le 25 du même mois, à la suite de complications cardio-vasculaires dues à cette opération, il meurt à l'âge de 82 ans à Cincinnati, dans l'Ohio.
Il reçoit un hommage unanime de la classe politique aux États-Unis. Le président Barack Obama déclare : « Neil figure parmi les plus grands héros américains — non seulement de son époque, mais de tous les temps ».
Son ancien collègue de la mission Apollo, le pilote du module de commande Michael Collins, déclare à la NASA que Neil Armstrong lui « manquerait terriblement ». Buzz Aldrin, quant à lui, déclare qu'il est profondément attristé de la perte d'un si bon ami.
Pour sa famille il était « un héros américain contre son gré », qui a « servi sa nation avec fierté, comme pilote de la marine, pilote d'essai, puis astronaute ». 
Ses obsèques, intimes, se déroulent le 31 août 2012 à Indian Hill (Ohio), dans la banlieue de Cincinnati. En cette occasion, tous les drapeaux américains sont mis en berne. Le 14 septembre, le lendemain d'une commémoration à la cathédrale nationale de Washington, ses cendres sont dispersées dans l'océan Atlantique lors d'une cérémonie à bord du USS Philippine Sea.
En juillet 2019, peu après le cinquantenaire des premiers pas sur la Lune, le New York Times révèle que la mort d'Armstrong a fait l'objet d'une poursuite pour faute professionnelle médicale contre l'hôpital où il est mort. La famille obtient finalement une compensation de six millions de dollars en 2014, afin d'arrêter les poursuites.

## Vie privée

### Famille
Neil rencontre sa future femme, Janet Elizabeth Shearon, née en 1934, à l'université Purdue. Selon Neil et Janet, il n'y a pas eu de véritable séduction et aucun d'eux n'a pu se souvenir des circonstances exactes de leur engagement mutuel, sauf que cela s'est produit alors qu'Armstrong travaillait au Lewis Flight Propulsion Laboratory[réf. nécessaire].
Ils se marient le 28 janvier 1956 à Wilmette dans l'Illinois. Quand Neil est transféré sur la base Edwards, il s'installe dans les quartiers des célibataires, alors que Janet vit à Westwood, un quartier de Los Angeles. Après un semestre, ils emménagent dans une maison dans la vallée d'Antelope. Janet ne termine pas ses études, ce qu'elle regrettera plus tard. Le couple a eu trois enfants : Eric, né en 1957, Karen, née en 1959, et Mark, né en 1963. En juin 1961, des examens révélent que Karen a une tumeur maligne au cerveau. Le traitement qu'elle doit subir ralentit sa croissance et sa santé se détériore au point qu'elle ne peut plus ni marcher ni parler. Karen meurt d'une pneumonie liée à sa santé fragile le 28 janvier 1962. Janet et Neil Armstrong divorcent en 1994. Elle dira plus tard que « la Lune lui est montée à la tête ». En 1994, il épouse en secondes noces Carol Held Knight, avec laquelle il vécut dans une ferme à Indian Hill, dans l'Ohio.

### Caractère et personnalité
Surnommé « Mister Cool » par ses collègues, Armstrong était connu « pour son humour décalé mais surtout son sang-froid, son calme, sa capacité à prendre la bonne décision ». Buzz Aldrin disait de lui : « Neil réfléchit soigneusement puis fait ce qui lui paraît bien. Et en général, c’est la chose à faire. »
Armstrong a exprimé des sentiments religieux à mi-chemin entre christianisme et déisme. Dans les années 1950, il fréquentait une église méthodiste, mais il se qualifiait alors lui-même de « déiste ». Ses proches témoignent également de ce qu'il ne se considérait pas à proprement parler comme chrétien. En 1969 après son voyage sur la Lune, interrogé sur CBS, il infirme tout athéisme : « Je ne suis certainement pas un athée. » Dix ans plus tard, il déclare à Alain Jérôme aux Dossiers de l'écran avoir eu du réconfort devant l'« ordre de l'univers » et avoir des preuves d'un « ordre suprême » créé par une « intelligence supérieure ».

### Santé

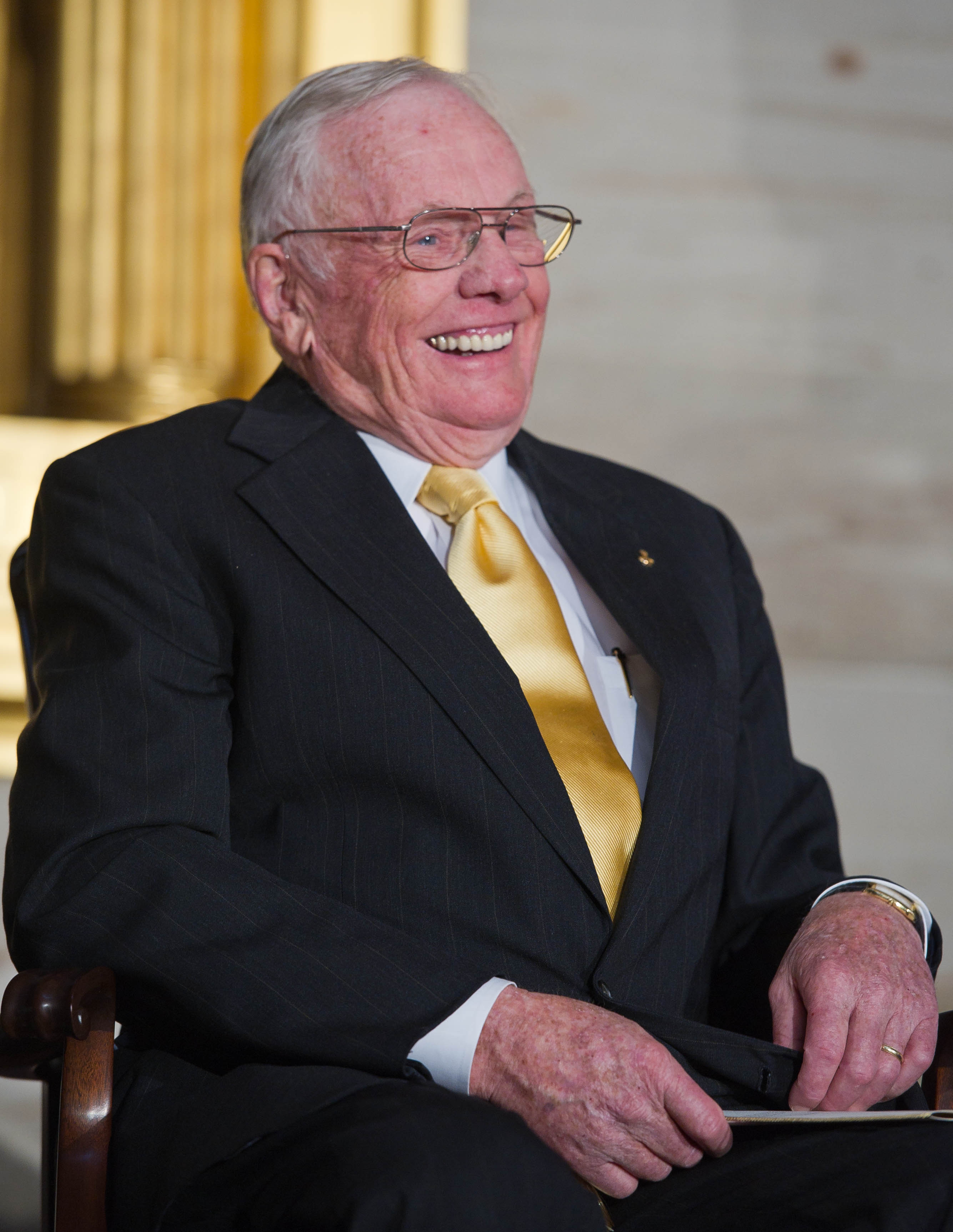
Neil Armstrong lors de la réception de la médaille d'or du Congrès en 2011.

En 1979, il se sectionne accidentellement l'annulaire de la main gauche alors qu'il travaille dans sa ferme à Lebanon. Gardant son sang-froid, il met la partie coupée de son doigt dans de la glace et part à l'hôpital où un chirurgien recoud son doigt.
En 1991, Armstrong est victime d'une crise cardiaque.

### Justice
L'usage de son nom, de la célèbre citation et de son image, lui a causé des problèmes au fil des ans. En 1994, il poursuit en justice Hallmark Cards après que l'entreprise a utilisé son nom sans autorisation. La plainte est réglée à l'amiable et Armstrong fait don de l'argent à l'université Purdue. L'affaire incitera la NASA à être plus prudente sur l'utilisation des noms, photos et enregistrements des astronautes[réf. nécessaire].
En mai 2005, Armstrong menace d'une action en justice son coiffeur qui, après lui avoir coupé les cheveux, en a vendu une partie à un collectionneur, sans son autorisation. Le coiffeur devait soit rendre les cheveux, soit faire un don à un organisme de bienfaisance de son choix. Dans l'impossibilité de rendre les cheveux, le coiffeur a décidé de faire le don.

## Postérité

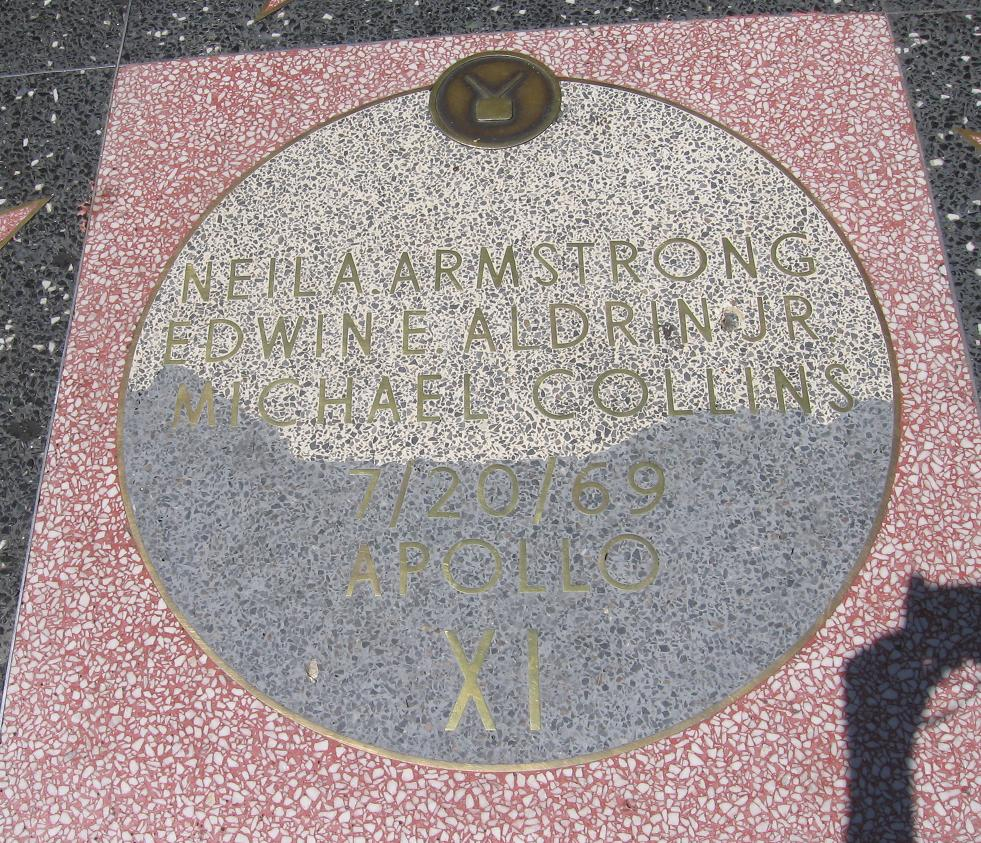
Étoile au Hollywood Walk of Fame.

Plusieurs sites et ouvrages ont été baptisés pour rendre hommage à Neil Armstrong. L'Union astronomique internationale a donné son nom au cratère d'impact situé près de l’endroit où s’était posé Apollo 11, ainsi qu'à l'astéroïde no 6469. L'aéroport de sa ville natale de Wapakoneta porte son nom. Un musée porte également son nom dans sa ville natale : le Neil Armstrong Air and Space Museum.
En 2014, le centre de recherche de la NASA sur la base d'Edwards, où Armstrong a été pilote d'essai entre 1955 et 1962, a été renommé en Neil A. Armstrong Flight Research Center.
Neil Armstrong a, avec les deux autres membres de l'équipage d'Apollo 11, son étoile au Hollywood Walk of Fame au coin d'Hollywood et de Vine.
Il est interprété par Mark Wheeler en 1995 dans le film Apollo 13.
First Man : Le Premier Homme sur la Lune (récit), la première biographie officielle consacrée à Armstrong a été publiée en 2005. Elle a été écrite à partir de 1999 par James R. Hansen, professeur à l'université d'Auburn. Armstrong avait auparavant refusé des demandes de Stephen Ambrose et James A. Michener mais fut enthousiasmé par la biographie From the Ground Up de Fred Weick que lui avait transmise Hansen comme exemple.
Un film tiré de cette biographie sort en 2018, intitulé First Man : Le Premier Homme sur la Lune et réalisé par Damien Chazelle. Neil Armstrong est interprété par Ryan Gosling.
Il est interprété par Henry Pettigrew dans l'épisode 7 de la saison 3 de The Crown.
Il est interprété par Jeff Branson dans la première saison de la série télévisée For All Mankind.

## Distinctions
- Membre de l'Académie du royaume du Maroc[83].
- Médaille présidentielle de la Liberté (États-Unis) le 13 août 1969 de la part du Président Richard Nixon
- Congressional Space Medal of Honor (États-Unis), 1978
- Médaille du service distingué de la NASA (États-Unis) 1970
- Chevalier de la Légion d'honneur (France)

## Notes et références

Signature de Neil Armstrong.

## Publication
- (en) Neil Armstrong, Michael Collins et Buzz Aldrin, First on the Moon : The Astronauts' Own Story, Old Saybrook, William S Konecky Assoc, 2002, 434 p., relié (ISBN 978-1-56852-398-9, OCLC 51907930).